# PGC 57459
LEDA/PGC 57459 ist eine Galaxie im Sternbild Herkules am Nordsternhimmel, die schätzungsweise 414 Millionen Lichtjahre von der Milchstraße entfernt ist. Im selben Himmelsareal befinden sich u. a. die Galaxien NGC 6074, NGC 6078, NGC 6083.